# Eibsee (Chemnitz)
Der Eibsee ist ein See in Chemnitz und Teil des Naturschutzgebietes Um den Eibsee.

## Lage und Nutzung
Der Eibsee befindet sich am östlichen Stadtrand von Chemnitz, südwestlich vom Stadtteil Euba. 
Der See entstand in einem Steinbruch, aus dem von 1912 bis 1914 Bausteine („Hornblendeschiefer“) für den Bau der Talsperre Euba gebrochen wurden. Ab 1926 wurde der See als Naturpark, Sonnen-, Luft- und Schwimmbad genutzt. Parallel dazu wurde das Gelände ab 1930 Standortübungsplatz der deutschen Reichswehr und ab 1935 der Wehrmacht. Von 1945 bis 1992 übernahm die Sowjetarmee diese Infrastruktur zur militärischen Nutzung.
Im Jahr 1996 begann die Beräumung des Eibsees und es wurden Maßnahmen der Altlastenbeseitigung ergriffen. Dabei wurden unter anderem 126 Tonnen Altreifen, 80 Autowracks, 50 Kühlschränke und 760 kg Munition geborgen.
Seit 1997 wird das Gebiet am Eibsee durch den Verein zur Förderung von Landschaftspflege und Naturschutz e.V. (Natur-Hof Chemnitz) gepflegt. Dies geschieht durch eine ganzjährige extensive Beweidung mit Deutsch-Angus-Rindern und Burenziegen.
2000 wurde das 39 ha große Gebiet zum Naturschutzgebiet Um den Eibsee erklärt.
Neben dem NSG Am Schusterstein und dem NSG Am nördlichen Zeisigwald ist es das einzige Naturschutzgebiet im Stadtgebiet von Chemnitz.